# تروفيو ألفريدو بيندا كومون دي سيتيجليو 2024
تروفيو ألفريدو بيندا كومون دي سيتيجليو 2024 (بالإيطالية: Trofeo Alfredo Binda - Comune di Cittiglio 2024) هو سباق دراجات هوائية من فئة  1.1، وهو الموسم الثامن والأربعين من تروفيو ألفريدو بيندا كومون دي سيتيجليو، وأقيم في 17 مارس 2024 ضمن سباقات طواف العالم للدراجات للسيدات 2024، وشارك فيه  131 متسابقاً ووصل إلى نهايته  57 متسابقاً.
فاز بالمركز الأول إليسا بالسامو، وفاز بالمركز الثاني، وتصدر تصنيف طواف العالم لوت كوبيكي، وفاز بالمركز الثالث Puck Pieterse ‏.

## الفرق
| فرق سيدات عالمية (12)- إن إكس تي جي ريسينغ ‏ - كانيون–إس آر إيه إم ريسينغ 2024 ‏ - FDJ–Suez ‏ - بلانتور بورا سيلينج تيم ‏ - رالي سايكلنج 2024 ‏ - Lidl–Trek (women's team) ‏ - Liv AlUla Jayco ‏ - موفيستار للسيدات ‏ - فريق كوجياس ميتلر لوك برو للدراجات ‏ - فريق سنويب للسيدات ‏ - إس دي وركس ‏ - يو أي أيه تيم 2024 ‏ فرق دراجات قارية سيدات (11)- Aromitalia–Basso Bikes–Vaiano ‏ - A.S.D. K2 Women Team‏ - بيبينك ‏ - Born To Win–Zhiraf–G20 ‏ - Cofidis Women Team ‏ - EF Education–Oatly ‏ - انيكات سايكلنج تيم ‏ - Isolmant–Premac–Vittoria ‏ - لابورال كوتكسا فونداسيون يوسكادي ‏ - Team Mendelspeck ‏ - توب قيرلز فسى برتولو ‏ |  |
| |  |

## المشاركون
| Lidl–Trek (women's team) ‏ LTK | Lidl–Trek (women's team) ‏ LTK | Lidl–Trek (women's team) ‏ LTK |
| ----------------------------- | ----------------------------- | ----------------------------- |
| م                             | عداء                          | مرتبة                         |
| 1                             | شيرين فان أنروي               | 23                            |
| 2                             | إليسا بالسامو                 | 1                             |
| 3                             | برودي شابمان                  | لم يكمل السباق                |
| 4                             | Lizzie Deignan                | لم يكمل السباق                |
| 5                             | Gaia Realini ‏                 | 26                            |
| 6                             | أماندا سبرات                  | 36                            |

| إس دي وركس ‏ SDW | إس دي وركس ‏ SDW     | إس دي وركس ‏ SDW |
| --------------- | ------------------- | --------------- |
| م               | عداء                | مرتبة           |
| 11              | لوت كوبيكي (طريق)   | 2               |
| 12              | إيلينا سيتشيني      | لم يكمل السباق  |
| 13              | باربرا جوارشي       | لم يكمل السباق  |
| 14              | Femke Gerritse ‏     | 50              |
| 15              | مارلين رويسر (طريق) | 15              |
| 16              | Niamh Fisher-Black ‏ | 10              |

| كانيون–إس آر إيه إم ‏ CSR | كانيون–إس آر إيه إم ‏ CSR | كانيون–إس آر إيه إم ‏ CSR |
| ------------------------ | ------------------------ | ------------------------ |
| م                        | عداء                     | مرتبة                    |
| 21                       | ثريا بالادين             | 4                        |
| 22                       | Ricarda Bauernfeind ‏     | 16                       |
| 23                       | تيفاني كرومويل           | لم يكمل السباق           |
| 24                       | Neve Bradbury ‏           | 27                       |
| 25                       | Elise Chabbey ‏           | 13                       |

| Liv AlUla Jayco ‏ LAJ | Liv AlUla Jayco ‏ LAJ            | Liv AlUla Jayco ‏ LAJ |
| -------------------- | ------------------------------- | -------------------- |
| م                    | عداء                            | مرتبة                |
| 31                   | Urška Žigart ‏                   | 40                   |
| 32                   | مارغريتا فيكتوريا غارسيا (طريق) | 18                   |
| 33                   | Ingvild Gåskjenn ‏               | 41                   |
| 34                   | Caroline Andersson ‏             | 29                   |
| 35                   | Ella Wyllie ‏                    | 32                   |
| 36                   | Amber Pate ‏                     | 56                   |

| يو أي أيه تيم ‏ UAD | يو أي أيه تيم ‏ UAD | يو أي أيه تيم ‏ UAD |
| ------------------ | ------------------ | ------------------ |
| م                  | عداء               | مرتبة              |
| 41                 | Silvia Persico ‏    | 8                  |
| 42                 | صوفيا بيرتيزولو    | 47                 |
| 43                 | إيريكا ماجندي      | 20                 |
| 44                 | Mikayla Harvey ‏    | لم يكمل السباق     |
| 45                 | ألينا أمياليوسيك   | 45                 |
| 46                 | Karlijn Swinkels ‏  | 6                  |

| رالي سايكلنج ‏ HPH | رالي سايكلنج ‏ HPH   | رالي سايكلنج ‏ HPH |
| ----------------- | ------------------- | ----------------- |
| م                 | عداء                | مرتبة             |
| 51                | Yuliia Biriukova ‏   | لم يكمل السباق    |
| 52                | Henrietta Christie ‏ | لم يكمل السباق    |
| 53                | Barbara Malcotti ‏   | 22                |
| 54                | Katia Ragusa ‏       | لم يكمل السباق    |
| 55                | Linda Zanetti ‏      | لم يكمل السباق    |
| 56                | Audrey Cordon-Ragot | 51                |

| فريق كوجياس ميتلر لوك برو للدراجات ‏ CGS | فريق كوجياس ميتلر لوك برو للدراجات ‏ CGS | فريق كوجياس ميتلر لوك برو للدراجات ‏ CGS |
| --------------------------------------- | --------------------------------------- | --------------------------------------- |
| م                                       | عداء                                    | مرتبة                                   |
| 61                                      | آنا كيزنهوفر                            | لم يكمل السباق                          |
| 64                                      | Antri Christoforou ‏ (طريق)              | لم يكمل السباق                          |
| 65                                      | Natalie Grinczer ‏                       | 55                                      |
| 66                                      | Nguyễn Thị Thật ‏ (طريق)                 | لم يكمل السباق                          |

| فريق سنويب للسيدات ‏ DFP | فريق سنويب للسيدات ‏ DFP | فريق سنويب للسيدات ‏ DFP |
| ----------------------- | ----------------------- | ----------------------- |
| م                       | عداء                    | مرتبة                   |
| 71                      | Francesca Barale ‏       | 37                      |
| 72                      | Eleonora Ciabocco ‏      | 39                      |
| 73                      | فايفر جورجي (طريق)      | 5                       |
| 74                      | جولييت لابوس            | 21                      |
| 75                      | Églantine Rayer ‏        | لم يكمل السباق          |
| 76                      | Becky Storrie ‏          | لم يكمل السباق          |

| موفيستار للسيدات ‏ MOV | موفيستار للسيدات ‏ MOV         | موفيستار للسيدات ‏ MOV |
| --------------------- | ----------------------------- | --------------------- |
| م                     | عداء                          | مرتبة                 |
| 81                    | Olivia Baril ‏                 | 7                     |
| 82                    | Jelena Erić (cyclist) ‏ (طريق) | لم يكمل السباق        |
| 83                    | فلورتجي ماكايج                | 52                    |
| 84                    | Paula Patiño ‏ (طريق)          | 57                    |
| 85                    | أرلينيس سيرا (طريق)           | 42                    |
| 86                    | Mareille Meijering ‏           | 25                    |

| FDJ–Suez ‏ FST | FDJ–Suez ‏ FST      | FDJ–Suez ‏ FST  |
| ------------- | ------------------ | -------------- |
| م             | عداء               | مرتبة          |
| 91            | غريس براون         | 54             |
| 92            | مارتا كافالي       | 49             |
| 93            | Vittoria Guazzini ‏ | لم يكمل السباق |
| 95            | Évita Muzic ‏       | 9              |
| 96            | جادي فيل           | 44             |

| إن إكس تي جي ريسينغ ‏ AGS | إن إكس تي جي ريسينغ ‏ AGS | إن إكس تي جي ريسينغ ‏ AGS |
| ------------------------ | ------------------------ | ------------------------ |
| م                        | عداء                     | مرتبة                    |
| 101                      | Mireia Benito ‏           | 46                       |
| 103                      | Justine Ghekiere ‏        | 30                       |
| 104                      | Sarah Gigante ‏           | 24                       |
| 105                      | كيمبرلي لي كورت          | 11                       |
| 106                      | Julie Van de Velde ‏      | 48                       |

| بلانتور بورا سيلينج تيم ‏ FED | بلانتور بورا سيلينج تيم ‏ FED | بلانتور بورا سيلينج تيم ‏ FED |
| ---------------------------- | ---------------------------- | ---------------------------- |
| م                            | عداء                         | مرتبة                        |
| 111                          | Puck Pieterse ‏               | 3                            |
| 112                          | Yara Kastelijn ‏              | 14                           |
| 113                          | Millie Couzens ‏              | لم يكمل السباق               |
| 114                          | Greta Marturano ‏             | 43                           |
| 115                          | Pauliena Rooijakkers ‏        | 33                           |
| 116                          | SUI                          | لم يكمل السباق               |

| Cofidis Women Team ‏ COF | Cofidis Women Team ‏ COF | Cofidis Women Team ‏ COF |
| ----------------------- | ----------------------- | ----------------------- |
| م                       | عداء                    | مرتبة                   |
| 121                     | Julie Bego ‏             | 38                      |
| 122                     | FRA                     | لم يكمل السباق          |
| 123                     | Morgane Coston ‏         | 28                      |
| 124                     | Špela Kern ‏             | 53                      |
| 125                     | Nikola Nosková ‏         | 17                      |
| 126                     | كيرستي فان هافتن        | لم يكمل السباق          |

| EF Education–Oatly ‏ EFC | EF Education–Oatly ‏ EFC | EF Education–Oatly ‏ EFC |
| ----------------------- | ----------------------- | ----------------------- |
| م                       | عداء                    | مرتبة                   |
| 131                     | Megan Armitage ‏         | مستبعد                  |
| 132                     | Kim Cadzow ‏             | 34                      |
| 133                     | Clara Emond ‏            | لم يكمل السباق          |
| 134                     | كلارا كوبينبرج          | لم يكمل السباق          |
| 135                     | Coryn Labecki           | لم يكمل السباق          |
| 136                     | Magdeleine Vallieres ‏   | 12                      |

| لابورال كوتكسا فونداسيون يوسكادي ‏ LKF | لابورال كوتكسا فونداسيون يوسكادي ‏ LKF | لابورال كوتكسا فونداسيون يوسكادي ‏ LKF |
| ------------------------------------- | ------------------------------------- | ------------------------------------- |
| م                                     | عداء                                  | مرتبة                                 |
| 141                                   | Nadia Quagliotto ‏                     | 35                                    |
| 142                                   | Usoa Ostolaza ‏                        | لم يكمل السباق                        |
| 143                                   | أني سانستيبان                         | 19                                    |
| 144                                   | Debora Silvestri ‏                     | لم يكمل السباق                        |
| 145                                   | GER                                   | لم يكمل السباق                        |
| 146                                   | Jessenia Meneses ‏                     | لم يكمل السباق                        |

| انيكات سايكلنج تيم ‏ EIC | انيكات سايكلنج تيم ‏ EIC | انيكات سايكلنج تيم ‏ EIC |
| ----------------------- | ----------------------- | ----------------------- |
| م                       | عداء                    | مرتبة                   |
| 151                     | Irene Mendez‏            | لم يكمل السباق          |
| 152                     | Ariana Gilabert ‏        | لم يكمل السباق          |
| 153                     | Adele Normand‏           | لم يكمل السباق          |
| 154                     | Alessia Bulleri ‏        | لم يكمل السباق          |
| 156                     | Isabel Martín ‏          | لم يكمل السباق          |

| A.S.D. K2 Women Team‏ KWT | A.S.D. K2 Women Team‏ KWT | A.S.D. K2 Women Team‏ KWT |
| ------------------------ | ------------------------ | ------------------------ |
| م                        | عداء                     | مرتبة                    |
| 161                      | Rebekka Pigolotti‏        | لم يكمل السباق           |
| 162                      | Vittoria Ruffilli‏        | لم يكمل السباق           |
| 163                      | ITA                      | لم يكمل السباق           |
| 164                      | Gemma Sernissi ‏          | لم يكمل السباق           |
| 165                      | Sara Pellegrini‏          | لم يكمل السباق           |
| 166                      | Alice Papo ‏              | لم يكمل السباق           |

| BTC City Ljubljana ‏ ___ | BTC City Ljubljana ‏ ___ | BTC City Ljubljana ‏ ___ |
| ----------------------- | ----------------------- | ----------------------- |
| م                       | عداء                    | مرتبة                   |
| 171                     | Urša Pintar ‏ (طريق)     | 31                      |

| Born To Win–Zhiraf–G20 ‏ BZA | Born To Win–Zhiraf–G20 ‏ BZA | Born To Win–Zhiraf–G20 ‏ BZA |
| --------------------------- | --------------------------- | --------------------------- |
| م                           | عداء                        | مرتبة                       |
| 172                         | SLO                         | لم يكمل السباق              |
| 173                         | Yelizaveta Sklyarova‏        | لم يكمل السباق              |

| BTC City Ljubljana ‏ ___ | BTC City Ljubljana ‏ ___ | BTC City Ljubljana ‏ ___ |
| ----------------------- | ----------------------- | ----------------------- |
| م                       | عداء                    | مرتبة                   |
| 174                     | Giada Borghesi ‏         | لم يكمل السباق          |
| 175                     | ITA                     | لم يكمل السباق          |

| Born To Win–Zhiraf–G20 ‏ BZA | Born To Win–Zhiraf–G20 ‏ BZA | Born To Win–Zhiraf–G20 ‏ BZA |
| --------------------------- | --------------------------- | --------------------------- |
| م                           | عداء                        | مرتبة                       |
| 176                         | Giorgia Serena‏              | لم يكمل السباق              |

| Aromitalia–Basso Bikes–Vaiano ‏ VAI | Aromitalia–Basso Bikes–Vaiano ‏ VAI | Aromitalia–Basso Bikes–Vaiano ‏ VAI |
| ---------------------------------- | ---------------------------------- | ---------------------------------- |
| م                                  | عداء                               | مرتبة                              |
| 181                                | راسا ليليفيتو                      | لم يكمل السباق                     |
| 182                                | ITA                                | لم يكمل السباق                     |
| 183                                | Fanny Bonini‏                       | لم يكمل السباق                     |
| 184                                | ITA                                | لم يكمل السباق                     |
| 185                                | Romina Costantini‏                  | لم يكمل السباق                     |
| 186                                | Valentina Zanzi‏                    | لم يكمل السباق                     |

| Isolmant–Premac–Vittoria ‏ SBT | Isolmant–Premac–Vittoria ‏ SBT | Isolmant–Premac–Vittoria ‏ SBT |
| ----------------------------- | ----------------------------- | ----------------------------- |
| م                             | عداء                          | مرتبة                         |
| 191                           | Valeria Curnis‏                | لم يكمل السباق                |
| 192                           | Beatrice Rossato ‏             | لم يكمل السباق                |
| 193                           | Gaia Tormena ‏                 | لم يكمل السباق                |
| 194                           | ITA                           | لم يكمل السباق                |
| 195                           | Sonia Rossetti‏                | لم يكمل السباق                |

| Team Mendelspeck ‏ MDS | Team Mendelspeck ‏ MDS | Team Mendelspeck ‏ MDS |
| --------------------- | --------------------- | --------------------- |
| م                     | عداء                  | مرتبة                 |
| 201                   | Michela De Grandis‏    | لم يكمل السباق        |
| 202                   | ITA                   | لم يكمل السباق        |
| 203                   | Giulia Vallotto‏       | لم يكمل السباق        |
| 204                   | Giulia Miotto‏         | لم يكمل السباق        |
| 205                   | Emma Zanetti‏          | لم يكمل السباق        |
| 206                   | ITA                   | لم يكمل السباق        |

| توب قيرلز فسى برتولو ‏ TOP | توب قيرلز فسى برتولو ‏ TOP | توب قيرلز فسى برتولو ‏ TOP |
| ------------------------- | ------------------------- | ------------------------- |
| م                         | عداء                      | مرتبة                     |
| 211                       | ITA                       | لم يكمل السباق            |
| 212                       | Elisa De Vallier‏          | لم يكمل السباق            |
| 213                       | Iris Monticolo ‏           | لم يكمل السباق            |
| 214                       | ITA                       | لم يكمل السباق            |
| 215                       | ITA                       | لم يكمل السباق            |
| 216                       | Gaia Segato‏               | لم يكمل السباق            |

| بيبينك ‏ BPK | بيبينك ‏ BPK            | بيبينك ‏ BPK    |
| ----------- | ---------------------- | -------------- |
| م           | عداء                   | مرتبة          |
| 221         | Elisa Valtulini‏        | لم يكمل السباق |
| 222         | ITA                    | لم يكمل السباق |
| 223         | Monica Trinca Colonel ‏ | لم يكمل السباق |
| 224         | Selene Colombi‏         | لم يكمل السباق |
| 225         | Irene Cagnazzo‏         | لم يكمل السباق |
| 226         | ITA                    | لم يكمل السباق |

| Lidl–Trek (women's team) ‏ LTK | Lidl–Trek (women's team) ‏ LTK | Lidl–Trek (women's team) ‏ LTK |
| ----------------------------- | ----------------------------- | ----------------------------- |
| م                             | عداء                          | مرتبة                         |
| 1                             | شيرين فان أنروي               | 23                            |
| 2                             | إليسا بالسامو                 | 1                             |
| 3                             | برودي شابمان                  | لم يكمل السباق                |
| 4                             | Lizzie Deignan                | لم يكمل السباق                |
| 5                             | Gaia Realini ‏                 | 26                            |
| 6                             | أماندا سبرات                  | 36                            |

| إس دي وركس ‏ SDW | إس دي وركس ‏ SDW     | إس دي وركس ‏ SDW |
| --------------- | ------------------- | --------------- |
| م               | عداء                | مرتبة           |
| 11              | لوت كوبيكي (طريق)   | 2               |
| 12              | إيلينا سيتشيني      | لم يكمل السباق  |
| 13              | باربرا جوارشي       | لم يكمل السباق  |
| 14              | Femke Gerritse ‏     | 50              |
| 15              | مارلين رويسر (طريق) | 15              |
| 16              | Niamh Fisher-Black ‏ | 10              |

| كانيون–إس آر إيه إم ‏ CSR | كانيون–إس آر إيه إم ‏ CSR | كانيون–إس آر إيه إم ‏ CSR |
| ------------------------ | ------------------------ | ------------------------ |
| م                        | عداء                     | مرتبة                    |
| 21                       | ثريا بالادين             | 4                        |
| 22                       | Ricarda Bauernfeind ‏     | 16                       |
| 23                       | تيفاني كرومويل           | لم يكمل السباق           |
| 24                       | Neve Bradbury ‏           | 27                       |
| 25                       | Elise Chabbey ‏           | 13                       |

| Liv AlUla Jayco ‏ LAJ | Liv AlUla Jayco ‏ LAJ            | Liv AlUla Jayco ‏ LAJ |
| -------------------- | ------------------------------- | -------------------- |
| م                    | عداء                            | مرتبة                |
| 31                   | Urška Žigart ‏                   | 40                   |
| 32                   | مارغريتا فيكتوريا غارسيا (طريق) | 18                   |
| 33                   | Ingvild Gåskjenn ‏               | 41                   |
| 34                   | Caroline Andersson ‏             | 29                   |
| 35                   | Ella Wyllie ‏                    | 32                   |
| 36                   | Amber Pate ‏                     | 56                   |

| يو أي أيه تيم ‏ UAD | يو أي أيه تيم ‏ UAD | يو أي أيه تيم ‏ UAD |
| ------------------ | ------------------ | ------------------ |
| م                  | عداء               | مرتبة              |
| 41                 | Silvia Persico ‏    | 8                  |
| 42                 | صوفيا بيرتيزولو    | 47                 |
| 43                 | إيريكا ماجندي      | 20                 |
| 44                 | Mikayla Harvey ‏    | لم يكمل السباق     |
| 45                 | ألينا أمياليوسيك   | 45                 |
| 46                 | Karlijn Swinkels ‏  | 6                  |

| رالي سايكلنج ‏ HPH | رالي سايكلنج ‏ HPH   | رالي سايكلنج ‏ HPH |
| ----------------- | ------------------- | ----------------- |
| م                 | عداء                | مرتبة             |
| 51                | Yuliia Biriukova ‏   | لم يكمل السباق    |
| 52                | Henrietta Christie ‏ | لم يكمل السباق    |
| 53                | Barbara Malcotti ‏   | 22                |
| 54                | Katia Ragusa ‏       | لم يكمل السباق    |
| 55                | Linda Zanetti ‏      | لم يكمل السباق    |
| 56                | Audrey Cordon-Ragot | 51                |

| فريق كوجياس ميتلر لوك برو للدراجات ‏ CGS | فريق كوجياس ميتلر لوك برو للدراجات ‏ CGS | فريق كوجياس ميتلر لوك برو للدراجات ‏ CGS |
| --------------------------------------- | --------------------------------------- | --------------------------------------- |
| م                                       | عداء                                    | مرتبة                                   |
| 61                                      | آنا كيزنهوفر                            | لم يكمل السباق                          |
| 64                                      | Antri Christoforou ‏ (طريق)              | لم يكمل السباق                          |
| 65                                      | Natalie Grinczer ‏                       | 55                                      |
| 66                                      | Nguyễn Thị Thật ‏ (طريق)                 | لم يكمل السباق                          |

| فريق سنويب للسيدات ‏ DFP | فريق سنويب للسيدات ‏ DFP | فريق سنويب للسيدات ‏ DFP |
| ----------------------- | ----------------------- | ----------------------- |
| م                       | عداء                    | مرتبة                   |
| 71                      | Francesca Barale ‏       | 37                      |
| 72                      | Eleonora Ciabocco ‏      | 39                      |
| 73                      | فايفر جورجي (طريق)      | 5                       |
| 74                      | جولييت لابوس            | 21                      |
| 75                      | Églantine Rayer ‏        | لم يكمل السباق          |
| 76                      | Becky Storrie ‏          | لم يكمل السباق          |

| موفيستار للسيدات ‏ MOV | موفيستار للسيدات ‏ MOV         | موفيستار للسيدات ‏ MOV |
| --------------------- | ----------------------------- | --------------------- |
| م                     | عداء                          | مرتبة                 |
| 81                    | Olivia Baril ‏                 | 7                     |
| 82                    | Jelena Erić (cyclist) ‏ (طريق) | لم يكمل السباق        |
| 83                    | فلورتجي ماكايج                | 52                    |
| 84                    | Paula Patiño ‏ (طريق)          | 57                    |
| 85                    | أرلينيس سيرا (طريق)           | 42                    |
| 86                    | Mareille Meijering ‏           | 25                    |

| FDJ–Suez ‏ FST | FDJ–Suez ‏ FST      | FDJ–Suez ‏ FST  |
| ------------- | ------------------ | -------------- |
| م             | عداء               | مرتبة          |
| 91            | غريس براون         | 54             |
| 92            | مارتا كافالي       | 49             |
| 93            | Vittoria Guazzini ‏ | لم يكمل السباق |
| 95            | Évita Muzic ‏       | 9              |
| 96            | جادي فيل           | 44             |

| إن إكس تي جي ريسينغ ‏ AGS | إن إكس تي جي ريسينغ ‏ AGS | إن إكس تي جي ريسينغ ‏ AGS |
| ------------------------ | ------------------------ | ------------------------ |
| م                        | عداء                     | مرتبة                    |
| 101                      | Mireia Benito ‏           | 46                       |
| 103                      | Justine Ghekiere ‏        | 30                       |
| 104                      | Sarah Gigante ‏           | 24                       |
| 105                      | كيمبرلي لي كورت          | 11                       |
| 106                      | Julie Van de Velde ‏      | 48                       |

| بلانتور بورا سيلينج تيم ‏ FED | بلانتور بورا سيلينج تيم ‏ FED | بلانتور بورا سيلينج تيم ‏ FED |
| ---------------------------- | ---------------------------- | ---------------------------- |
| م                            | عداء                         | مرتبة                        |
| 111                          | Puck Pieterse ‏               | 3                            |
| 112                          | Yara Kastelijn ‏              | 14                           |
| 113                          | Millie Couzens ‏              | لم يكمل السباق               |
| 114                          | Greta Marturano ‏             | 43                           |
| 115                          | Pauliena Rooijakkers ‏        | 33                           |
| 116                          | SUI                          | لم يكمل السباق               |

| Cofidis Women Team ‏ COF | Cofidis Women Team ‏ COF | Cofidis Women Team ‏ COF |
| ----------------------- | ----------------------- | ----------------------- |
| م                       | عداء                    | مرتبة                   |
| 121                     | Julie Bego ‏             | 38                      |
| 122                     | FRA                     | لم يكمل السباق          |
| 123                     | Morgane Coston ‏         | 28                      |
| 124                     | Špela Kern ‏             | 53                      |
| 125                     | Nikola Nosková ‏         | 17                      |
| 126                     | كيرستي فان هافتن        | لم يكمل السباق          |

| EF Education–Oatly ‏ EFC | EF Education–Oatly ‏ EFC | EF Education–Oatly ‏ EFC |
| ----------------------- | ----------------------- | ----------------------- |
| م                       | عداء                    | مرتبة                   |
| 131                     | Megan Armitage ‏         | مستبعد                  |
| 132                     | Kim Cadzow ‏             | 34                      |
| 133                     | Clara Emond ‏            | لم يكمل السباق          |
| 134                     | كلارا كوبينبرج          | لم يكمل السباق          |
| 135                     | Coryn Labecki           | لم يكمل السباق          |
| 136                     | Magdeleine Vallieres ‏   | 12                      |

| لابورال كوتكسا فونداسيون يوسكادي ‏ LKF | لابورال كوتكسا فونداسيون يوسكادي ‏ LKF | لابورال كوتكسا فونداسيون يوسكادي ‏ LKF |
| ------------------------------------- | ------------------------------------- | ------------------------------------- |
| م                                     | عداء                                  | مرتبة                                 |
| 141                                   | Nadia Quagliotto ‏                     | 35                                    |
| 142                                   | Usoa Ostolaza ‏                        | لم يكمل السباق                        |
| 143                                   | أني سانستيبان                         | 19                                    |
| 144                                   | Debora Silvestri ‏                     | لم يكمل السباق                        |
| 145                                   | GER                                   | لم يكمل السباق                        |
| 146                                   | Jessenia Meneses ‏                     | لم يكمل السباق                        |

| انيكات سايكلنج تيم ‏ EIC | انيكات سايكلنج تيم ‏ EIC | انيكات سايكلنج تيم ‏ EIC |
| ----------------------- | ----------------------- | ----------------------- |
| م                       | عداء                    | مرتبة                   |
| 151                     | Irene Mendez‏            | لم يكمل السباق          |
| 152                     | Ariana Gilabert ‏        | لم يكمل السباق          |
| 153                     | Adele Normand‏           | لم يكمل السباق          |
| 154                     | Alessia Bulleri ‏        | لم يكمل السباق          |
| 156                     | Isabel Martín ‏          | لم يكمل السباق          |

| A.S.D. K2 Women Team‏ KWT | A.S.D. K2 Women Team‏ KWT | A.S.D. K2 Women Team‏ KWT |
| ------------------------ | ------------------------ | ------------------------ |
| م                        | عداء                     | مرتبة                    |
| 161                      | Rebekka Pigolotti‏        | لم يكمل السباق           |
| 162                      | Vittoria Ruffilli‏        | لم يكمل السباق           |
| 163                      | ITA                      | لم يكمل السباق           |
| 164                      | Gemma Sernissi ‏          | لم يكمل السباق           |
| 165                      | Sara Pellegrini‏          | لم يكمل السباق           |
| 166                      | Alice Papo ‏              | لم يكمل السباق           |

| BTC City Ljubljana ‏ ___ | BTC City Ljubljana ‏ ___ | BTC City Ljubljana ‏ ___ |
| ----------------------- | ----------------------- | ----------------------- |
| م                       | عداء                    | مرتبة                   |
| 171                     | Urša Pintar ‏ (طريق)     | 31                      |

| Born To Win–Zhiraf–G20 ‏ BZA | Born To Win–Zhiraf–G20 ‏ BZA | Born To Win–Zhiraf–G20 ‏ BZA |
| --------------------------- | --------------------------- | --------------------------- |
| م                           | عداء                        | مرتبة                       |
| 172                         | SLO                         | لم يكمل السباق              |
| 173                         | Yelizaveta Sklyarova‏        | لم يكمل السباق              |

| BTC City Ljubljana ‏ ___ | BTC City Ljubljana ‏ ___ | BTC City Ljubljana ‏ ___ |
| ----------------------- | ----------------------- | ----------------------- |
| م                       | عداء                    | مرتبة                   |
| 174                     | Giada Borghesi ‏         | لم يكمل السباق          |
| 175                     | ITA                     | لم يكمل السباق          |

| Born To Win–Zhiraf–G20 ‏ BZA | Born To Win–Zhiraf–G20 ‏ BZA | Born To Win–Zhiraf–G20 ‏ BZA |
| --------------------------- | --------------------------- | --------------------------- |
| م                           | عداء                        | مرتبة                       |
| 176                         | Giorgia Serena‏              | لم يكمل السباق              |

| Aromitalia–Basso Bikes–Vaiano ‏ VAI | Aromitalia–Basso Bikes–Vaiano ‏ VAI | Aromitalia–Basso Bikes–Vaiano ‏ VAI |
| ---------------------------------- | ---------------------------------- | ---------------------------------- |
| م                                  | عداء                               | مرتبة                              |
| 181                                | راسا ليليفيتو                      | لم يكمل السباق                     |
| 182                                | ITA                                | لم يكمل السباق                     |
| 183                                | Fanny Bonini‏                       | لم يكمل السباق                     |
| 184                                | ITA                                | لم يكمل السباق                     |
| 185                                | Romina Costantini‏                  | لم يكمل السباق                     |
| 186                                | Valentina Zanzi‏                    | لم يكمل السباق                     |

| Isolmant–Premac–Vittoria ‏ SBT | Isolmant–Premac–Vittoria ‏ SBT | Isolmant–Premac–Vittoria ‏ SBT |
| ----------------------------- | ----------------------------- | ----------------------------- |
| م                             | عداء                          | مرتبة                         |
| 191                           | Valeria Curnis‏                | لم يكمل السباق                |
| 192                           | Beatrice Rossato ‏             | لم يكمل السباق                |
| 193                           | Gaia Tormena ‏                 | لم يكمل السباق                |
| 194                           | ITA                           | لم يكمل السباق                |
| 195                           | Sonia Rossetti‏                | لم يكمل السباق                |

| Team Mendelspeck ‏ MDS | Team Mendelspeck ‏ MDS | Team Mendelspeck ‏ MDS |
| --------------------- | --------------------- | --------------------- |
| م                     | عداء                  | مرتبة                 |
| 201                   | Michela De Grandis‏    | لم يكمل السباق        |
| 202                   | ITA                   | لم يكمل السباق        |
| 203                   | Giulia Vallotto‏       | لم يكمل السباق        |
| 204                   | Giulia Miotto‏         | لم يكمل السباق        |
| 205                   | Emma Zanetti‏          | لم يكمل السباق        |
| 206                   | ITA                   | لم يكمل السباق        |

| توب قيرلز فسى برتولو ‏ TOP | توب قيرلز فسى برتولو ‏ TOP | توب قيرلز فسى برتولو ‏ TOP |
| ------------------------- | ------------------------- | ------------------------- |
| م                         | عداء                      | مرتبة                     |
| 211                       | ITA                       | لم يكمل السباق            |
| 212                       | Elisa De Vallier‏          | لم يكمل السباق            |
| 213                       | Iris Monticolo ‏           | لم يكمل السباق            |
| 214                       | ITA                       | لم يكمل السباق            |
| 215                       | ITA                       | لم يكمل السباق            |
| 216                       | Gaia Segato‏               | لم يكمل السباق            |

| بيبينك ‏ BPK | بيبينك ‏ BPK            | بيبينك ‏ BPK    |
| ----------- | ---------------------- | -------------- |
| م           | عداء                   | مرتبة          |
| 221         | Elisa Valtulini‏        | لم يكمل السباق |
| 222         | ITA                    | لم يكمل السباق |
| 223         | Monica Trinca Colonel ‏ | لم يكمل السباق |
| 224         | Selene Colombi‏         | لم يكمل السباق |
| 225         | Irene Cagnazzo‏         | لم يكمل السباق |
| 226         | ITA                    | لم يكمل السباق |

## التصنيف العام النهائي
| التصنيف العام         | التصنيف العام       | التصنيف العام             | التصنيف العام | التصنيف العام |
| المتسابقة             | المتسابقة           | الفريق                    | الوقت         |               |
| --------------------- | ------------------- | ------------------------- | ------------- | ------------- |
| 1                     | إليسا بالسامو       | Lidl–Trek (women's team) ‏ | 3 س 40 د 09 ث |               |
| 2                     | لوت كوبيكي          | إس دي وركس ‏               | + 0 ث         |               |
| 3                     | Puck Pieterse ‏      | بلانتور بورا سيلينج تيم ‏  | + 1 ث         |               |
| 4                     | ثريا بالادين        | كانيون–إس آر إيه إم ‏      | + 1 ث         |               |
| 5                     | فايفر جورجي         | فريق سنويب للسيدات ‏       | + 1 ث         |               |
| 6                     | Karlijn Swinkels ‏   | يو أي أيه تيم ‏            | + 1 ث         |               |
| 7                     | Olivia Baril ‏       | موفيستار للسيدات ‏         | + 1 ث         |               |
| 8                     | Silvia Persico ‏     | يو أي أيه تيم ‏            | + 1 ث         |               |
| 9                     | Évita Muzic ‏        | FDJ–Suez ‏                 | + 1 ث         |               |
| 10                    | Niamh Fisher-Black ‏ | إس دي وركس ‏               | + 1 ث         |               |
|                       |                     |                           |               |               |
| مصدر: ProCyclingStats |                     |                           |               |               |

### تصنيف النقاط
| تصنيف النقاط          | تصنيف النقاط         | تصنيف النقاط              | تصنيف النقاط | تصنيف النقاط |
| المتسابقة             | المتسابقة            | الفريق                    | النقاط       |              |
| --------------------- | -------------------- | ------------------------- | ------------ | ------------ |
| 1                     | لوت كوبيكي           | إس دي وركس ‏               | 1506 نقطة    |              |
| 2                     | إليسا بالسامو        | Lidl–Trek (women's team) ‏ | 788 نقطة     |              |
| 3                     | إليسا ونغو بورغيني   | Lidl–Trek (women's team) ‏ | 715 نقطة     |              |
| 4                     | Neve Bradbury ‏       | كانيون–إس آر إيه إم ‏      | 710 نقطة     |              |
| 5                     | Puck Pieterse ‏       | بلانتور بورا سيلينج تيم ‏  | 660 نقطة     |              |
| 6                     | لورينا ويبيس         | إس دي وركس ‏               | 636 نقطة     |              |
| 7                     | Sarah Gigante ‏       | إن إكس تي جي ريسينغ ‏      | 530 نقطة     |              |
| 8                     | Dominika Włodarczyk ‏ | يو أي أيه تيم ‏            | 520 نقطة     |              |
| 9                     | ماريان فوس           | جامبو فيسما للسيدات ‏      | 480 نقطة     |              |
| 10                    | Rosita Reijnhout ‏    | جامبو فيسما للسيدات ‏      | 448 نقطة     |              |
|                       |                      |                           |              |              |
| مصدر: ProCyclingStats |                      |                           |              |              |

## تصنيف الفرق

### الفرق حسب النقاط
| ترتيب الفرق حسب النقاط | ترتيب الفرق حسب النقاط           | ترتيب الفرق حسب النقاط | ترتيب الفرق حسب النقاط |
| الفريق                 | الفريق                           | النقاط                 |                        |
| ---------------------- | -------------------------------- | ---------------------- | ---------------------- |
| 1                      | إس دي وركس ‏                      | 2782 نقطة              |                        |
| 2                      | Lidl–Trek (women's team) ‏        | 2642 نقطة              |                        |
| 3                      | كانيون–إس آر إيه إم ريسينغ 2024 ‏ | 1842 نقطة              |                        |
| 4                      | يو أي أيه تيم 2024 ‏              | 1361 نقطة              |                        |
| 5                      | فريق سنويب للسيدات ‏              | 1205 نقطة              |                        |
| 6                      | بلانتور بورا سيلينج تيم ‏         | 1194 نقطة              |                        |
| 7                      | FDJ–Suez ‏                        | 1180 نقطة              |                        |
| 8                      | جامبو فيسما للسيدات ‏             | 1162 نقطة              |                        |
| 9                      | Liv AlUla Jayco ‏                 | 1095 نقطة              |                        |
| 10                     | إن إكس تي جي ريسينغ ‏             | 1010 نقطة              |                        |
|                        |                                  |                        |                        |
| مصدر: ProCyclingStats  |                                  |                        |                        |

## تصانيف فرعية

### تصنيف أفضل شاب
| تصنيف أفضل شابة       | تصنيف أفضل شابة | تصنيف أفضل شابة           | تصنيف أفضل شابة | تصنيف أفضل شابة |
| المتسابقة             | المتسابقة       | الفريق                    | الوقت           |                 |
| --------------------- | --------------- | ------------------------- | --------------- | --------------- |
| 1                     | Puck Pieterse ‏  | بلانتور بورا سيلينج تيم ‏  |                 |                 |
| 2                     | شيرين فان أنروي | Lidl–Trek (women's team) ‏ |                 |                 |
| 3                     | Neve Bradbury ‏  | كانيون–إس آر إيه إم ‏      |                 |                 |
|                       |                 |                           |                 |                 |
| مصدر: ProCyclingStats |                 |                           |                 |                 |

## وصلات خارجية
- لمحة عن سباق تروفيو ألفريدو بيندا كومون دي سيتيجليو 2024 على موقع  ProCyclingStats   (برو  سايكلنج  ستاتس) - إحصاءات  محترفي  الدراجات.
- تروفيو ألفريدو بيندا كومون دي سيتيجليو 2024 على موقع إحصائيات الدراجات الإحترافية (الإنجليزية)